# 브라이디
브라이디(영어: bridie) 또는 포퍼 브라이디(영어: Forfar bridie)는 스코틀랜드 포퍼 지역의 고기 페이스트리이다.

## 같이 보기
- 엠파나다
- 칼초네
- 파티
- 패스티